# Armida (Rossini)
Armida è un'opera di Gioachino Rossini.
Il libretto di Giovanni Schmidt, denominato dramma per musica in tre atti, è ispirato all'omonimo personaggio e alle vicende del poema Gerusalemme liberata (1575), di Torquato Tasso.
L'opera debuttò con scarso successo il 9 novembre 1817.

## Fortune e circolazione dell'opera
Poco rappresentata a causa delle enormi difficoltà esecutive (la presenza di ben sei ruoli tenorili e di un balletto), fu ripresa per la prima volta in tempi moderni nel 1952 al Maggio Musicale Fiorentino, con la regia di Alberto Savinio e una storica interpretazione di Maria Callas nel ruolo della protagonista, con Francesco Albanese, Mario Filippeschi e Gianni Raimondi diretti da Tullio Serafin. 
Nonostante la prestigiosa interprete, l'opera è stata comunque poco eseguita; ma come Armida, negli anni successivi, si esibirono prestigiosi soprani come Cristina Deutekom (nel 1970 al Teatro La Fenice di Venezia con Ottavio Garaventa diretta da Carlo Franci), Katia Ricciarelli (nel 1985 sempre a Venezia), Renée Fleming, Cecilia Gasdia (nel 2001 con Carlo Rizzi e Bruce Ford per l'Edinburgh International Festival), June Anderson (nel 1988 con Rockwell Blake ad Aix-en-Provence). 
Nel ruolo di Rinaldo si esibirono tenori del calibro di Rockwell Blake, Gregory Kunde, Chris Merritt.

Al Rossini Opera Festival è stata eseguita in due occasioni: nel 1993, con Renée Fleming e Gregory Kunde protagonisti, e nel 2014, con protagonisti Carmen Romeu, Antonino Siragusa, Carlo Lepore e Carlo Rizzi all'Adriatic Arena trasmessa da Rai 5. Nelle due occasioni, l'opera è stata eseguita in due differenti regie di Luca Ronconi.

## Cast della prima assoluta
| Ruolo           | Registro vocale | Interprete          |
| --------------- | --------------- | ------------------- |
| Armida          | soprano         | Isabella Colbran    |
| Rinaldo         | tenore          | Andrea Nozzari      |
| Gernando Ubaldo | tenore          | Claudio Bonoldi     |
| Goffredo Carlo  | tenore          | Giuseppe Ciccimarra |
| Eustazio        | tenore          | Gaetano Chizzola    |
| Idraote         | basso           | Michele Benedetti   |
| Astarotte       | basso           | Gaetano Chizzola    |

## Trama

### Atto I
All'accampamento dei crociati presso Gerusalemme, Goffredo di Buglione annuncia un giorno di tregua, per celebrare il funerale del cavaliere Dudone. Prima che cominci il rito, Eustazio, fratello di Goffredo, annuncia l'arrivo di una nobildonna, in cerca d'aiuto. Accompagnata dal suo corteo, entra in scena la maga Armida, giunta per portare scompiglio nel campo cristiano e ritardare la conquista cristiana di Gerusalemme. La maga, fingendosi una principessa esiliata dal suo regno da un usurpatore, chiede a Goffredo un drappello di uomini per poter tornare a Damasco e, con l'aiuto dei Crociati, ritornare sul trono (Sventurata! Or che mi resta). Nonostante l'iniziale ritrosia, Goffredo, su esortazione del fratello e dei guerrieri (già ammaliati dal fascino della maga), cede alla richieste di Armida. 

Nel frattempo, Eustazio e i Crociati scelgono il guerriero Rinaldo come successore di Dudone, quale accompagnatore della principessa: la scelta fa infuriare il nobile Gernando, che medita vendetta (Non soffrirò l'offesa). Nel frattempo, Idraote, zio di Armida celato nel suo corteo, esorta la nipote a perseguire il loro scopo, seminando zizzania nel campo crociato: la maga, però, è rimasta turbata alla notizia che il prode Rinaldo l'avrebbe accompagnata. I due infatti si conoscono già: con le sue arti, Armida aveva sottratto Rinaldo a un agguato nemico; dopo l'immediato colpo di fulmine, Rinaldo era subito partito, per la Crociata, lasciando la maga sola ma ancora innamorata. I due si incontrano nuovamente, e la passione si riaccende (Amor! Possente nome).

I due amanti vengono interrotti e disturbati da Gernando, che schernisce e provoca Rinaldo di fronte ad alcuni Crociati: il paladino, offeso, sfida a duello l'insultatore, e lo uccide. I Crociati convocano Goffredo, affinché punisca Rinaldo: Armida, dal canto suo, promette a Rinaldo di difenderlo da qualsiasi minaccia (D'un astro di sangue).

### Atto II
Nel regno d'Armida, un coro di diavoli annuncia il ritorno della loro padrona (Alla voce d'Armida possente) che porta con sé Rinaldo, sottratto in tempo alla giustizia (Dove son io? - Al fianco mio). La maga, con le sue magie, fa apparire un magnifico palazzo, e fa deporre a Rinaldo le armi e i vestiti crociati, consacrandolo all'amore (D'Amor al dolce impero).

### Atto III
Sull'isola di Armida arrivano Carlo ed Ubaldo, guidati dal Mago d'Ascalona, saggio e amico dei cristiani, ai quali è necessaria la presenza di Rinaldo per conquistare Gerusalemme. I due, superate e sconfitte le insidie del giardino incantato, ritrovano Rinaldo, lasciato solo dalla maga, e, per farlo guarire dalle malie di Armida, lo fanno riflettere in un magico scudo di diamante. Rinaldo sente il valore guerriero riaccendersi in lui (In quale aspetto imbelle), e decide di seguire i due commilitoni. Armida, scoperta la fuga dell'amato, dapprima cerca di commuoverlo (Se al mio crudel tormento), ma Carlo e Ubaldo separano Rinaldo a forza dall'amata, che sviene. Una volta rinvenuta, Armida giura vendetta, e, convocati i diavoli, ordina di distruggere il palazzo incantato, e di prepararsi all'inseguimento dell'infedele.

## Struttura dell'opera
- Sinfonia

### Atto 1
- 1 Introduzione Lieto, ridente (Coro, Gernando)
- 2 Coro Quell'astro mattutino
- 3 Quartetto Sventurata! Or che mi resta? (Armida, Goffredo, Idraote, Eustazio, Coro)
- 4 Aria Non soffrirò l'offesa (Gernando)
- 5 Duetto Amor! Possente nome (Rinaldo, Armida)
- 6 Finale primo Se pari agli accenti (Rinaldo, Gernando, Coro, Armida, Goffredo)

### Atto 2
- 7 Coro Alla voce d'Armida possente
- 8 Coro Di fiamme e ferro cinti
- 9 Duetto Dove son io? (Rinaldo, Armida)
- 10 Finale secondo:
  - Coro Canzoni amorose
  - Rondò D'amor al dolce impero (Armida)
  - Ballo e ripresa del Coro Tutto spira d'Armida

### Atto 3
- 11 Duetto Come l'aurette placide (Ubaldo, Carlo)
- 12 Coro Qui tutto è calma
- 13 Duetto Soavi catene (Rinaldo, Armida)
- 14 Terzetto In quale aspetto imbelle (Rinaldo, Carlo, Ubaldo)
- 15 Finale terzo Se al mio crudel tormento (Armida, Rinaldo, Carlo, Ubaldo, Coro)

## Brani famosi
- Amor, possente nome, duetto tra Rinaldo e Armida[2]
- D'amor al dolce impero, rondò di Armida
- Unitevi a gara terzetto tra Rinaldo, Ubaldo e Carlo

## Organico orchestrale
La partitura di Rossini prevede l'utilizzo di
- 2 flauti (anche ottavini), 2 oboi, 2 clarinetti, 2 fagotti
- 4 corni, 2 trombe, 3 tromboni, serpentone
- timpani, grancassa, piatti, sistri, banda turca, tam-tam
- arpa
- archi

## Incisioni discografiche
| Anno | Cast (Armida, Rinaldo, Goffredo, Gernando, Carlo, Ubaldo)                                                   | Direttore                | Etichetta      |
| ---- | --- | ------------------------ | -------------- |
| 1952 | Maria Callas, Francesco Albanese, Alessandro Ziliani, Mario Filippeschi, Gianni Raimondi, Mario Filippeschi | Tullio Serafin           | Opera D'Oro    |
| 1970 | Cristina Deutekom, Pietro Bottazzo, Ottavio Garaventa, Eduardo Giménez, Ottavio Garaventa, Eduardo Giménez  | Carlo Franci             | Memories       |
| 1991 | Cecilia Gasdia, Chris Merritt, William Matteuzzi, Bruce Ford, William Matteuzzi, Bruce Ford                 | Claudio Scimone          | Arts Music     |
| 1993 | Renée Fleming, Gregory Kunde, Donald Kaasch, Jeffrey Francis, Bruce Fowler, Iorio Zennaro                   | Daniele Gatti            | Sony Classical |
| 2024 | Ruth Iniesta, Michele Angelini, Patrick Kabongo, Moisés Marin                                               | José Miguel Pérez-Sierra | Naxos          |

## Registrazioni video
| Anno | Cast (Armida, Rinaldo, Goffredo, Gernando, Carlo, Ubaldo)                                    | Direttore       | Etichetta |
| ---- | -------------------------------------------------------------------------------------------- | --------------- | --------- |
| 2010 | Renée Fleming, Lawrence Brownlee, John Osborn, Barry Banks, Barry Banks, Kobie van Rensburg  | Riccardo Frizza | Decca     |
| 2015 | Carmen Romeu, Enea Scala, Dario Schmunck, Robert McPherson, Dario Schmunck, Robert McPherson | Alberto Zedda   | Dynamic   |